# Taurus Slim (пістолет)
Taurus Slim — сімейство самозахисних пістолетів.

## Опис
Незалежно від того, який саме боєприпас використовується у пістолеті, усі пістолети сімейства Slim побудовані за схемою автоматики з коротким ходом ствола. Виникає питання, навіщо подібна схема у пістолеті під 9х17, вільний затвор для цього патрона був би у самий раз, але тут, швидше за все, справа в економії. Якщо зробити форми і вилити всі деталі однаковими, хоча б зброю під різні набої. Загалом, працює, і на тому спасибі. А працює все це неподобство за схемою, яку запропонував Браунінг, яку модифікували Webley, яку потім застосовував Браунінг і всі виробники короткоствольної зброї, яка є найпоширенішою на даний момент. У нормальному стані кожух-затвор і ствол зброї зчеплені разом за допомогою виступу над патронником і вікном для викиду стріляних гільз. При пострілі порохові гази не тільки виштовхують кулю зі ствола, але і прагнуть вистрілити гільзою з патронника, а гільза підперта затвором, пов'язаним зі стволом. У результаті цього затвор і ствол починають рухатися назад. Під патронником є приплив, у якому пророблений фігурний виріз. Через цей виріз проходить штифт, жорстко закріплений у рамці зброї. У результаті руху ствола і затвора назад, цей штифт взаємодіє з вирізом, змушуючи казенні частини ствола опуститися, відповідно опускається і виступ над патронником, що призводить до розчеплення ствола і затвора. Ствол зупиняється, а кожух-затвор продовжує рухатися назад. При цьому він витягує з патронника стріляну гільзу й викидає її, одночасно з цим зводиться бойова пружина зброї. Дійшовши до упору назад, кожух-затвор починає рухатися вперед, при цьому витягується новий патрон з магазина і вставляється в патронник. Накочуючись на казенну частину ствола, затвор починає штовхати його вперед, при цьому за рахунок того, що у фігурний виріз під патронником протягнуто нерухомий штифт, казенна частина ствола підводиться і входить у зчеплення з кожухом затвором за вікно для викиду стріляних гільз. Після цього з наступним пострілом все повторюється.

## Ударно-спусковий механізм
Ударно-спусковий механізм пістолета дозволяє вести вогонь, як самозводом, так і при попередньому взведенні, природно, що зусилля натискання на спусковий гачок різні. В ідеалі було б непогано, якби УСМ був тільки подвійної дії, постійне велике зусилля рано чи пізно увійшло б у звичку, а ось безпека поводження зі зброєю, в якій немає курка і немає плавного спуску ударника, значно б збільшилася. Хоча з іншого боку, на безпеку цієї зброї гріх скаржитися. Крім неавтоматичного запобіжника, перемикач якого розташований з правого боку зброї, мається так само автоматичний, розташований на спусковому гачку, а крім нього ще й замок безпеки з лівого боку кожуха-затвора. Цей замок відкривається і закривається простим мініатюрним ключем. Звичайно, він не може бути серйозною перешкодою для тих, хто захоче скористатися вашою зброєю, однак додаткові проблеми може створити. Та й уросто в деяких ситуаціях такий пристрій необхідний, оскільки, як показує практика, сейф від дітей не захист, а маленький отвір замка цілком може захистити їх від випадкового пострілу, якщо звичайно дітям не більше 7 років. Так само подібний замок може бути корисний, коли ви відвідуєте своїх знайомих, у яких немає сейфа для зброї. При здачі до камери схову, так само не буде зайвим замкнути пістолет.

## Характеристика
Якщо давати даному сімейству загальну характеристику, то тут не можна не відзначити, що зброя вийшло дуже зручною для щоденного та прихованого носіння, оскільки фактично немає яких-небудь деталей, які б обтяжували власника зброї тим частинами, що впивалися в тіло, або ще якимось чином. Обтічна форма пістолета так само тільки плюс, оскільки вона дозволяє максимально швидко витягти зброю, при цьому виключається ймовірність, що воно зачепитися за складки одягу. Окремо варто звернути увагу на клавішу викиду магазина. Розташована вона так, що з першого погляду зрозуміло, що вона буде натискатися великим пальцем при утриманні пістолета. Але насправді до неї ще треба дотягнутися, оскільки палець сам входить у виїмку на рукоятці і випадкове натискання повністю виключається.